# Artur Tatxé i Datzira
Artur Tatxé i Datzira (Folgueroles, 27 de maig de 1910 - Tula, França, 23 d'agost de 1968) fou alcalde de Folgueroles durant la Guerra Civil espanyola per la Unió de Rabassaires.
Tatxé fou nomenat alcalde de Folgueroles, -el seu poble natal-, per la Unió de Rabassaires el 18 d'octubre de 1936, tres mesos més tard que esclatés la Guerra Civil espanyola. El seu mandat durà fins a l'agost del 1937 quan va ser cridat a files pel bàndol republicà. Va lluitar al front fins a acabar la guerra amb la derrota dels republicans l'any 1939.
Seguidament, va emprendre el camí de l'exili però abans va fer una visita, per última vegada, a la família de Folgueroles. Tatxé va acabar reclòs al camp d'Argelers, tot i que en va poder sortir amb la condició de prestar serveis amb la Companyia de Treballadors Estrangers 122 a canvi d'asil. Féu feines de bosquerol al camp i al bosc, ofici en el que s'inicià durant la joventut a Folgueroles. Anys més tard, com molts altres refugiats, Artur Tatxé, va ser reclutat per les tropes nazis per fer treballs forçats en l'obra i en la indústria de guerra a la regió de Normandia, en el marc de l'Organització Todt, setmanes abans del desembarcament de Normandia.
Finalment, Artur Tatxé morí a causa d'un accident laboral amb 58 anys, l'any 1968 a l'exili, a la ciutat francesa de Tula.
L'any 2021, el folguerolenc i rebesnebot d'Artur Tatxé Datzira, Lluc Oms i Carrera presentà la recerca titulada: Artur Tatxé, de l'alcaldia a l'exili, que ordena i resguarda la trajectòria política i personal de Tatxé Datzira i amb la que fou guardonat en quatre premis, entre ells el VII Premi de Recerca en Memòria Democràtica, que li atorgà la consellera de Justícia del Govern de la Generalitat de Catalunya, Lourdes Ciuró.